# Super Pig
Super Pig é uma série de banda desenhada portuguesa editada pela Kingpin Books. Criada em 2006 e escrita por Mário Freitas, a série conta com desenhadores como GEvan, Carlos Pedro, Eduardo Rebelo e Osvaldo Medina.
O protagonista, Super Pig, é um porco antropomórfico que possui recursos monetários que lhe permitem morar (sozinho) numa boa casa em Lisboa e levar uma vida de "playboy" com passagens por discotecas da moda. Aos 30 anos, Pig torna-se um dos administradores da Fundação Calouste Pig, criada pelo seu pai. Paralelamente, colabora com a Polícia Judiciária (nomeadamente com o inspector Franco, personagem oriunda da série C.A.O.S.) na investigação de casos relacionados com o crime organizado.
Com um toque de mistério, as histórias de Super Pig (tendo sido lançados quatro volumes até ao Verão de 2008) são dificilmente classificáveis, predominando um tom "sério", apesar da existência de referências irónicas à realidade, presentes em elementos como o restaurante "Sushimarrão", o jornal "48 Segundos" ou a "Loja do ZÉ CIDadão".
Em Outubro de 2008, foi reeditado o primeiro número da série, agora a cores.
Lançado em Maio de 2011, o álbum Super Pig: Live Hate reúne todas as histórias já publicadas de Super Pig. Por este álbum, Mário Freitas foi nomeado para a categoria de Melhor Argumentista dos Prémios Nacionais de Banda Desenhada, atribuídos no festival Amadora BD.
Com argumento de Mário Freitas, desenho de Osvaldo Medina e cores de Gisela Martins e Sara Ferreira, Super Pig: Roleta Nipónica, um álbum de 44 páginas, foi lançado em Maio de 2013. Pelo seu trabalho nesta obra, Osvaldo Medina recebeu o prémio para Melhor Desenho no Amadora BD.
Também no Amadora BD de 2013, foi apresentado o álbum Super Pig: O Impaciente Inglês, de 90 páginas, onde colaboram com Mário Freitas o ilustrador André Pereira e o colorista Bernardo Majer.
A edição de 2014 do Amadora BD incluiu uma exposição dedicada a Super Pig.

## Links
- Super Pig, na Europress Distribuidora
- Kingpin Books, na Europress Distribuidora